# Døde i 2016
Døde i 2016 er en liste over notable personer, der er afgået ved døden i 2016. 

## Januar
| - Peter Naur - David Bowie - Alan Rickman - Abe Vigoda - Frank Finlay |

- 3. januar − Peter Naur, dansk videnskabsmand (født 1928).[1]
- 3. januar - Demmus Hentze, færøsk politiker (født 1923).[2]
- 3. januar - Olwyn Hughes, britisk forfatteragent (født 1930).[3]
- 5. januar - Pierre Boulez, fransk komponist (født 1925).[4]
- 7. januar - Andre Courreges, fransk modedesigner, pilot og civilingeniør (født 1923).[5]
- 9. januar - Angus Scrimm, amerikansk skuespiller (født 1926).[6]
- 10. januar - David Bowie, engelsk sanger og filmskuespiller (født 1947).[7]
- 10. januar - Bård Breivik, norsk skulptør, cancer (født 1948).[8]
- 11. januar - Gunnel Vallquist, svensk forfatter og kritiker (født 1918).[9]
- 12. januar - Dave Sime, amerikansk løber (født 1936).[10]
- 14. januar - Alan Rickman, engelsk skuespiller (født 1946).[11]
- 14. januar - René Angélil, canadisk underholdningsmanager (Celine Dion) (født 1942), cancer.[12]
- 15. januar - Dan Haggerty, amerikansk skuespiller (født 1941).[13]
- 17. januar - Carina Jaarnek, svensk sangerinde (født 1962).[14]
- 18. januar - Lars Roar Langslet, norsk forfatter (født 1936).[15]
- 18. januar - Michel Tournier, fransk forfatter (født 1924).[16]
- 18. januar - Else Marie Pade, dansk komponist (født 1924).[17]
- 18. januar - Glenn Lewis Frey, amerikansk sanger fra rockband The Eagles (født 1948).[18]
- 20. januar - Edmonde Charles-Roux, fransk forfatter (født 1920).[19]
- 22. januar - Cecil Parkinson, engelsk politiker (født 1931).[20]
- 23. januar - Bobby Wanzer, amerikansk basketballspiller (født 1921).[21]
- 24. januar - Marvin Minsky, amerikansk forsker (født 1927).[22]
- 26. januar - Abe Vigoda, amerikansk skuespiller (født 1921).[23]
- 28. januar - Axel Schandorff, dansk cykelrytter (født 1925).[24]
- 29. januar - Jacques Rivette, fransk filminstruktør (født 1928).[25]
- 30. januar - Frank Finlay, engelsk skuespiller (født 1926).
- 31. januar - Terry Wogan, irsk-britisk radio- og tv-personlighed (født 1938).[26]

## Februar
| - Edgar Mitchell - Birte Tove - George Gaynes - Boutros Boutros-Ghali - Ove Verner Hansen - George Kennedy |

- 1. februar - Óscar Humberto Mejía Victores, tidligere præsident i Guatemala (født 1930).[27]
- 4. februar - Edgar Mitchell, amerikansk astronaut (født 1930).[28]
- 4. februar - Dave Mirra, amerikansk BMX-kører (født 1974).[29]
- 4. februar - Katie May, amerikansk model og fænomen på de sociale medier (født 1981).[30]
- 4. februar - Maurice White, amerikansk sangskriver og musiker (Earth, Wind & Fire) (født 1941).[31]
- 6. februar - Birte Tove, dansk skuespillerinde (født 1945).[32]
- 6. februar - Claes Kastholm Hansen, dansk forfatter og samfundsdebattør (født 1942).[33]
- 7. februar - Karl Otto Meyer, dansk politiker (født 1928).[34]
- 8. februar – Viggo Rivad, dansk fotograf (født 1922).[35]
- 9. februar - Sushil Koirala, nepalesisk politiker (født 1939).[36]
- 13. februar - Trifon Ivanov, bulgarsk fodboldspiller (født 1965).[37]
- 15. februar - George Gaynes, amerikansk skuespiller (født 1917).[38]
- 15. februar - Denise Katrina Matthews, canadisk sanger, danser og model (født 1959).[39]
- 16. februar - Boutros Boutros-Ghali, egyptisk diplomat og professor (født 1922).[40]
- 17. februar - Linkoban, dansk musiker (født 1985).[41]
- 18. februar - Thyge Thøgersen, dansk atlet (født 1926)[42]
- 19. februar - Harper Lee, amerikansk forfatter (født 1926).[43]
- 19. februar - Umberto Eco, italiensk semiotiker og forfatter (født 1932).[44]
- 20. februar - Ove Verner Hansen dansk sanger og skuespiller (født 1932).[45]
- 20. februar - Ole Erling, dansk musiker (født 1938).[46]
- 20. februar - Pia Bech Mathiesen, dansk designer og erhvervsleder (født 1962).[47]
- 21. februar - Eric "Winkle" Brown, skotsk testpilot (født 1919).[48]
- 22. februar - Douglas Slocombe, engelsk filmfotograf (født 1913).[49]
- 24. februar - Rafael Iriondo, spansk fodboldspiller (født 1918).[50]
- 27. februar - Rajesh Pillai, indisk filminstruktør (født 1974).[51]
- 28. februar - George Kennedy, amerikansk filmskuespiller (født 1925).[52][53]

## Marts
| - Nancy Reagan - George Martin - Guido Westerwelle - Anker Jørgensen - Johan Cruyff - Hans-Dietrich Genscher |

- 2. marts - Allan Michaelsen, dansk fodboldspiller og -træner (født 1947).[54]
- 2. marts - Prins Johann Georg af Hohenzollern-Sigmaringen, svoger til kong Carl 16. Gustav af Sverige (født 1932).[55]
- 5. marts - Nikolaus Harnoncourt, østrigsk dirigent og cellist (født 1929).[56]
- 5. marts - Ray Tomlinson, amerikansk programmør (født 1941).[57]
- 6. marts - Nancy Reagan, amerikansk skuespillerinde og tidligere førstedame (født 1921).[58]
- 7. marts - Bitten Clausen, enke efter Mads Clausen (født 1912).[59]
- 8. marts - George Martin, engelsk pladeproducer (født 1926).[60]
- 9. marts - Naná Vasconcelos, brasiliansk latinpercussionist, sanger og berimbauspiller (født 1944).[61]
- 10. marts - Keith Emerson, britisk musiker (født 1944).[62]
- 10. marts - Roberto Perfumo, argentinsk fodboldspiller (født 1942).[63]
- 11. marts - Iolanda Balaș, rumænsk højdespringer (født 1936).[64]
- 12. marts – Lloyd Shapley, amerikansk matematiker og økonom (født 1923).[65]
- 13. marts - Hilary Putnam, amerikansk matematiker og filosof (født 1926).[66]
- 14. marts - Peter Maxwell Davies, britisk komponist (født 1934).[67]
- 16. marts - Frank Sinatra, Jr., amerikansk sanger (født 1944).[68]
- 16. marts - Cliff Michelmore, engelsk tv-studievært (født 1919).[69]
- 17. marts - Dorte Bennedsen, dansk teolog og politiker (født 1938).[70]
- 18. marts - Guido Westerwelle, tysk politiker (født 1961).[71]
- 20. marts - Anker Jørgensen, dansk politiker og tidligere statsminister (født 1922).[72]
- 21. marts - Pierre Lind de Lappe, amerikansk skuespiller (født 1935).[73]
- 22. marts - Ole Vig Jensen, dansk politiker (født 1936).[74]
- 22. marts - Frode Christoffersen, dansk journalist og politiker (født 1931).[75]
- 22. marts - Vera Henriksen, norsk forfatterinde (født 1927)[76]
- 23. marts - Ken Howard, amerikansk filmskuespiller (født 1944).[77]
- 24. marts - Johan Cruyff, hollandsk fodboldspiller og -træner (født 1947).[78][79]
- 24. marts - Roger Cicero, tysk jazz-, swing- og popsanger (født 1970).[80]
- 31. marts - Hans-Dietrich Genscher, tysk politiker (født 1927).[81]
- 31. marts - Zaha Hadid, britisk arkitekt (født 1950).[82]
- 31. marts - Imre Kertész, ungarsk forfatter og nobelprismodtager (født 1929).[83]

## April
| - Eva Henning - Patricio Aylwin - Prince |

- 1. april - Niels Eilschou Holm, dansk jurist og kammerherre (født 1937).[84]
- 2. april - Gato Barbieri, argentinsk jazz tenorsaxofonist (født 1932).[85]
- 3. april - Cesare Maldini, italiensk fodboldspiller og -træner (født 1932).[86]
- 4. april - Chus Lampreave, spansk skuespillerinde (født 1930).[87]
- 6. april - Merle Haggard, amerikansk countrymusiker (født 1937).[88]
- 10. april - Howard Marks, walisisk narkotikasmugler og forfatter (født 1945).[89]
- 12. april - Arnold Wesker, engelsk dramatiker (født 1932).[90]
- 17. april - Doris Roberts, amerikansk skuespillerinde (født 1925).[91]
- 18. april - Eva Henning, svensk-norsk skuespiller (født 1920).[92]
- 19. april - Patricio Aylwin, chilensk senator og præsident (født 1918).[93]
- 19. april - Walter Kohn, amerikansk biokemiker (født 1923).[94]
- 20. april - Guy Hamilton, engelsk filminstruktør (født 1922).[95]
- 21. april - Prince (Rogers Nelson), amerikansk musiker og sangskriver (født 1958).[96]
- 22. april - Anne Wolden-Ræthinge, dansk journalist og forfatter (født 1929).[97]
- 26. april - Harry Wu, kinesisk systemkritiker (født 1937).[98]
- 30. april - Harold Kroto, britisk kemiker (født 1939).[99]

## Maj
| - Margot Honecker |

- 1. maj - Madeleine Lebeau, fransk skuespillerinde (født 1923).[100]
- 4. maj - Jean-Baptiste Bagaza, tidligere præsident af Burundi (født 1946).[101]
- 5. maj - Isao Tomita, japansk komponist (født 1932).[102]
- 6. maj - Margot Honecker, tidligere østtysk kommunistisk politiker (født 1927).[103]
- 8. maj - William Schallert, amerikansk filmskuespiller (født 1922).[104]
- 10. maj - Laurids Rudebeck, dansk borgmester (født 1960).[105]
- 12. maj - Ivan Grundahl, dansk modedesigner (født 1951).[106]
- 19. maj - Alan Young, engelsk-født canadisk-amerikansk skuespiller (født 1919).[107]
- 20. maj - Ádám Rajhona, ungarsks skuespiller (født 1943).[108]
- 24. maj - Burt Kwouk, engelsk skuespiller (født 1930).[109]
- 29. maj - Aage Holm-Pedersen, dansk journalist og håndboldspiller (født 1927).[110][111]
- 30. maj - Rick MacLeish, canadisk ishockeyspiller (født 1950).[112]

## Juni
| - Muhammad Ali - Christina Grimmie - Anton Jeltjin |

- 3. juni - Muhammad Ali, amerikansk bokser (født 1942).[113]
- 4. juni - Antti Hyry, finsk forfatter (født 1937).[114]
- 6. juni - Viktor Kortjnoj, schweizisk skakspiller (født 1931).[115]
- 6. juni - Herluf Eriksen, dansk teolog og biskop (født 1924).[116]
- 7. juni - Børge Bach, dansk fodboldspiller og -leder (født 1945).[117]
- 8. juni - Sascha Lewandowski, tysk fodboldtræner (født 1971.)[118]
- 10. juni - Christina Grimmie, amerikansk sangerinde og pianist (født 1994)[119]
- 12. juni - Terrorangrebet i Orlando 2016, 49 mennesker dræbte og 53 sårede.
- 12. juni - Janet Waldo, amerikansk skuespillerinde (født 1920).[120]
- 14. juni - Poul Qvesel, dansk skoleinspektør og borgmester (født 1911).[121]
- 16. juni - Jo Cox, britisk politiker og parlamentsmedlem (født 1974), skudt og stukket ned.[122]
- 19. juni - Anton Jeltjin, russisk-amerikansk skuespiller (født 1989).[123]
- 19. juni – Götz George, tysk skuespiller (født 1938)[124]
- 20. juni - Benoîte Groult, fransk forfatter (født 1920).[125]
- 21. juni - Kunio Hatoyama, japansk politiker (født 1948).[126]
- 22. juni - Amjad Sabri, pakistansk sanger (født 1976).[127]
- 23. juni - Bent Solhof, dansk pædagog og skaber af Prop og Berta (født 1937).[128]
- 25. juni - Bill Cunningham, amerikansk fotograf (født 1929).[129]
- 26. juni - Kristiina Elstelä, finsk skuespillerinde (født 1943).[130]
- 27. juni - Bud Spencer, italiensk skuespiller (født 1929).[131]
- 27. juni - Pelle Gudmundsen-Holmgreen, dansk komponist (født 1932).[132]
- 28. juni - Peter Asmussen, dansk forfatter (født 1957).[133]
- 28. juni - Scotty Moore, amerikansk guitarist (født 1931).[134]
- 29. juni - Rob Wasserman, amerikansk komponist (født 1952).[135]
- 30. juni - Martin Lundström, svensk langrendsløber (født 1918).[136]

## Juli
| - Elie Wiesel - Mads Holger - Thorbjörn Fälldin - Piet de Jong |

- 1. juli - Yves Bonnefoy, fransk forfatter og oversætter (født 1923).[137]
- 2. juli - Elie Wiesel, amerikansk forfatter, holocaustvidne og nobelprismodtager (født 1928).[138]
- 2. juli - Michel Rocard, fransk politiker (født 1930).[139]
- 2. juli - Michael Cimino, amerikansk filminstruktør (født 1939).[140]
- 4. juli - Mads Holger, dansk debattør og forfatter (født 1977).[141]
- 4. juli - Abbas Kiarostami, iransk filminstruktør (født 1940).[142]
- 6. juli - John McMartin, amerikansk skuespiller (født 1929).[143]
- 7. juli - Jørgen Schleimann, dansk redaktør og TV 2-direktør (født 1929).[144]
- 8. juli - Gurli Vibe Jensen, dansk missionær og præst (født 1924).[145]
- 12. juli - Goran Hadžić, serbisk politiker (født 1958).[146]
- 13. juli - Bernardo Provenzano, italiensk mafialeder (født 1933).[147]
- 13. juli - Héctor Babenco, brasiliansk filminstruktør (født 1946).[148]
- 14. juli - Péter Esterházy, ungarsk forfatter (født 1950).[149]
- 16. juli - Alan Vega, amerikansk vokalist og billedkunstner (født 1938).[150]
- 17. juli - Wendell Anderson, amerikansk politiker (født 1933).[151]
- 18. juli - Bloeme Evers-Emden, hollandsk børnepsykolog (født 1926).[152]
- 19. juli - Garry Marshall, amerikansk filminstruktør (født 1934).[153]
- 22. juli - Jouko Turkka, finsk forfatter (født 1942).[154]
- 23. juli - Thorbjörn Fälldin, svensk politiker og tidligere statsminister (født 1926).[155]
- 25. juli - Tim LaHaye, amerikansk præst og forfatter (født 1926).[156]
- 27. juli - Piet de Jong, hollandsk politiker og premierminister (født 1915).[157]
- 27. juli - Einojuhani Rautavaara, finsk komponist (født 1928).[158]
- 31. juli - Seymour Papert, amerikansk matematiker, datalog og pædagog (født 1928).[159]
- 31. juli - Bobbie Heine Miller, sydafrikansk tennisspiller (født 1909).[160]

## August
| - Anne af Bourbon-Parma - João Havelange - John Martinus - Walter Scheel - Gene Wilder |

- 1. august - Anne af Bourbon-Parma, tidligere dronning af Rumænien (født 1923).[161]
- 8. august - Folmer Rubæk, dansk skuespiller (født 1940).[162]
- 13. august - Kenny Baker, engelsk skuespiller (født 1934).[163]
- 14. august - Fyvush Finkel, amerikansk skuespiller (født 1922).[164]
- 15. august - Bobby Hutcherson, amerikansk jazzvibrafonist (født 1941).[165]
- 16. august - João Havelange, brasiliansk forretningmand og præsident for FIFA (født 1916).[166][167]
- 17. august - John Martinus, dansk skuespiller (født 1939).[168]
- 18. august - Ernst Nolte, tysk filosof og historiker (født 1923).[169]
- 19. august - Nina Ponomarjova, russisk diskoskaster og olympisk mester (født 1929).[170]
- 20. august - Vagn Lundbye, dansk forfatter (født 1933).[171]
- 21. august - Erik Hoffmeyer dansk nationalbanksdirektør (født 1924).[172][173]
- 22. august - Toots Thielemans, belgisk jazzmusiker (født 1922).[174]
- 23. august - Steven Hill, amerikansk skuespiller (født 1922).[175]
- 24. august - Walter Scheel, tysk forbundspræsident (født 1919).[176]
- 25. august - Sonia Rykiel, fransk modedesigner (født 1930).[177]
- 25. august - Vagn Steen, dansk forfatter (født 1928).[178]
- 29. august - Gene Wilder, amerikansk skuespiller (født 1933).[179]
- 29. august - Hanne Smyrner, dansk skuespillerinde (født 1934).[180]

## September
| - Islam Karimov - Carlo Azeglio Ciampi - Shimon Peres |

- september (datoen kendes ikke) - Hanne Bech Hansen, dansk jurist, politidirektør og forfatter (født 1939).[181]
- 1. september - Jon Polito, amerikansk skuespiller (født 1950).[182]
- 2. september - Islam Karimov, usbekisk præsident (født 1938).[183]
- 2. september - Daniel Willems, belgisk cykelrytter (født 1956).[184]
- 3. september - Leslie H. Martinson, amerikansk film- og tv-instruktør (født 1915).[185]
- 4. september - Zvonko Ivezić, jugoslavisk fodboldspiller (født 1949).[186]
- 5. september - Hugh O'Brian, amerikansk skuespiller (født 1925).[187]
- 8. september - Johan Botha, sydafrikansk tenor (født 1965).[188]
- 9. september - James Stacy, amerikansk skuespiller (født 1936).[189]
- 11. september - Alexis Arquette, amerikansk skuespillerinde (født 1969).[190]
- 16. september - Carlo Azeglio Ciampi, italiensk politiker og tidligere præsident (født 1920).[191]
- 16. september - Edward Albee, amerikansk dramatiker (født 1928).[192]
- 16. september - Mathilde Gersby Rasmussen, dansk barneskuespillerinde (født 1978).[193]
- 17. september - Sigge Parling, svensk fodboldspiller (født 1930).[194]
- 20. september - Curtis Hanson, amerikansk filminstruktør (født 1945).[195]
- 21. september - Kalervo Rauhala, finsk bryder (født 1930).[196]
- 23. september - Marcel Artelesa, fransk fodboldspiller (født 1938).[197]
- 24. september - Arne Melchior, dansk politiker (født 1924).[198]
- 25. september - Arnold Palmer, amerikansk golfspiller (født 1929).[199]
- 25. september - Henning Enoksen, dansk fodboldspiller (født 1935).[200]
- 27. september - Jacob Buksti, dansk politiker (født 1947).[201]
- 28. september - Shimon Peres, israelsk politiker (født 1923).[202]

## Oktober
| - Andrzej Wajda - Dario Fo - Bhumibol Adulyadej |

- 2. oktober - Neville Marriner, engelsk dirigent og violinist (født 1924).[203]
- 3. oktober - Sven Damsholt, dansk forfatter (født 1916).[204]
- 5. oktober - Michal Kováč, slovakisk politiker og første præsident (født 1930).[205]
- 6. oktober - Marina Sanaya, russisk olympisk kunstskøjteløber (født 1959).[206]
- 8. oktober - Stylianos Pattakos, græsk militærofficer og kupleder (født 1912).[207]
- 9. oktober - Andrzej Wajda, polsk filminstruktør (født 1926).[208]
- 10. oktober - Sverre Midjord, færøsk politiker og sportsleder (født 1933).[209]
- 10. oktober - Martin Tulinius, dansk instruktør og scenograf (født 1967).[210]
- 11. oktober - Hilmar Sølund, dansk borgmester (født 1927).[211]
- 11. oktober - Niels Christian Niels-Christiansen, dansk sportsjournalist (født 1925).[212]
- 13. oktober - Dario Fo, italiensk dramatiker (født 1926).[213]
- 13. oktober - Bhumibol Adulyadej, thailandsk konge (født 1927).[214]
- 15. oktober - Marcel Berger, fransk matematiker (født 1927).[215]
- 17. oktober - Trille, dansk singer-songwriter og tv-producer (født 1945).[216]
- 21. oktober - Max Bæhring, dansk fagforeningsformand (født 1939).[217]
- 24. oktober - Freddy Fræk, dansk musiker og billedkunstner (født 1935).[218]
- 24. oktober - Bobby Vee, amerikansk popsanger (født 1943).[219]
- 25. oktober - Carlos Alberto, brasiliansk fodboldspiller og -træner (født 1944).[220]
- 26. oktober - Birger Larsen, dansk filminstruktør (født 1961).[221]
- 27. oktober - Takahito, japansk prins (født 1915).[222]
- 27. oktober - Karl Heinz Oppel, tysk skuespiller (født 1924).[223]
- 30. oktober - Tammy Grimes, amerikansk skuespillerinde og sangerinde (født 1934).[224]

## November
| - Leonard Cohen - Peter Brixtofte - Konstantinos Stefanopoulos - Jan Sonnergaard - Fidel Castro |

- 2. november - Oleg Popov, russisk cirkusklovn og -artist (født 1930).[225]
- november (datoen kendes ikke) - Lene Tiemroth, dansk skuespillerinde (født 1943).[226]
- 7. november - Leonard Cohen, canadisk sanger og forfatter (født 1934).[227]
- 7. november - Janet Reno, amerikansk politiker (født 1938).[228]
- 8. november - Peter Brixtofte, dansk tidl. politiker, samt borgmester i Farum (født 1949).[229]
- 8. november - Frank Lauridsen, dansk sanger (født 1948) (dato svarer til offentliggørelse af dødsfald) [230]
- 11. november - Victor Bailey, amerikansk bassist (født 1960).[231]
- 11. november - Robert Vaughn, amerikansk skuespiller (født 1932).[232]
- 13. november - Leon Russell, amerikansk musiker (født 1942).[233]
- 14. november - Ib Terp, dansk borgmester (født 1944).[234]
- 15. november - Sixto Durán Ballén, tidligere præsident i Ecuador (født 1921).[235]
- 16. november - Melvin Laird, amerikansk politiker (født 1922).[236]
- 20. november - Konstantinos Stefanopoulos, græsk politiker (født 1926).[237]
- 20. november - Christian Skov, dansk forfatter (født 1922).[238]
- 21. november - Jan Sonnergaard, dansk forfatter (født 1963).[239]
- 23. november - Andrew Sachs, britisk skuespiller (født 1930).[240]
- 24. november - Florence Henderson, amerikansk skuespillerinde (født 1934).[241]
- 25. november - Fidel Alejandro Castro Ruz, cubansk præsident (født 1926).[242]
- 25. november - David Hamilton, britisk fotograf (født 1933).[243]
- 27. november - Frank Esmann Jensen, dansk journalist (født 1939).[244]
- 27. november - Thomas Pazyj, dansk håndboldspiller og hospitalsdirektør (født 1955).[245]
- 28. november - Mark Tajmanov, ukrainsk skakstormester og koncertpianist (født 1926).[246]

## December
| - Mogens Camre - Paul Elvstrøm - John Glenn - Zsa Zsa Gábor - Michèle Morgan - Richard Adams - George Michael - Carrie Fisher - Debbie Reynolds - Ferdinand Kübler - Henning Christophersen |

- 4. december - Margaret Whitton, amerikansk skuespillerinde (født 1949).[247]
- 5. december - Mogens Camre, dansk politiker (født 1936).[248]
- 6. december - Peter Vaughan, engelsk skuespiller (født 1923).[249]
- 6. december - Greg Lake, engelsk rockmusiker (født 1947).[250]
- 7. december - Paul Elvstrøm, dansk sejlsportsmand (født 1928).[251]
- 8. december - John Glenn, amerikansk astronaut (født 1921).[252]
- 9. december - Jens Risom, dansk arkitekt (født 1916).[253]
- 12. december - Claus Ryskjær, dansk skuespiller (født 1945).[254]
- 13. december - Poul Søgaard, dansk politiker (født 1923).[255]
- 13. december - Thomas Schelling, amerikansk økonom (født 1921).[256]
- 13. december - Alan Thicke, canadisk skuespiller (født 1947).[257]
- 14. december - Bernard Fox, amerikansk skuespiller (født 1927).[258]
- 14. december - Halfdan Mahler, dansk cand.med. (født 1923).[259]
- 14. december - Bent Erik Mortensen, dansk læge og håndboldspiller (født 1935).[260]
- 17. december - Henry Heimlich, amerikansk læge (født 1920).[261]
- 18. december - Zsa Zsa Gábor, ungarsk-amerikansk skuespillerinde (født 1917).[262]
- 19. december - Andrej Karlov, russisk diplomat (født 1954).[263]
- 20. december - Michèle Morgan, fransk skuespillerinde (født 1920).[264]
- 22. december - Bodil Kaalund, dansk maler, grafiker, tekstilkunstner og forfatter (født 1930).[265]
- 23. december - Poul Pedersen, dansk fodboldspiller (født 1932).[266]
- 24. december - Richard Adams, engelsk forfatter (født 1920).[267][268]
- 24. december - Rick Parfitt, engelsk rockmusiker (guitarist Status Quo) (født 1948).[269]
- 24. december - Liz Smith, engelsk skuespillerinde (født 1921).[270]
- 25. december - George Michael, engelsk sanger (født 1963).[271]
- 25. december - Vera Rubin, Amerikansk astronom. (født 1928).[272][273]
- 26. december - Alphonse Mouzon, amerikansk jazzrocktrommeslager (født 1948).[274]
- 27. december - Carrie Fisher, amerikansk skuespillerinde og forfatter (født 1956).[275]
- 27. december - Ratnasiri Wickremanayake, srilankansk politiker (født 1933).[276]
- 28. december - Debbie Reynolds, amerikansk skuespillerinde (født 1932).[277]
- 28. december - Annelise Hovmand, dansk filminstruktør (født 1924).[278]
- 29. december - Ferdinand Kübler, schweizisk cykelrytter (født 1919).[279][280]
- 29. december - Néstor Gonçalves, uruguayansk fodboldspiller (født 1936).[281]
- 29. december: William Salice, italiensk erhvervsmand (født 1933).[282]
- 31. december - William Christopher, amerikansk skuespiller (født 1932).[283]
- 31. december - Henning Christophersen, dansk politiker (født 1939)[284]
- 31. december - Erik Hansen, dansk arkitekt (født 1927).